# Longecourt-lès-Culêtre
Longecourt-lès-Culêtre är en kommun i departementet Côte-d'Or i regionen Bourgogne-Franche-Comté i östra Frankrike. Kommunen ligger i kantonen Arnay-le-Duc som tillhör arrondissementet Beaune. År 2022 hade Longecourt-lès-Culêtre 55 invånare.

## Befolkningsutveckling
Antalet invånare i kommunen Longecourt-lès-Culêtre
Referens:INSEE